# 3-Methoxybutan-1-ol
3-Methoxybutan-1-ol ist eine chemische Verbindung aus der Gruppe der Alkohole und Methylether.

## Gewinnung und Darstellung
3-Methoxybutan-1-ol kann durch Reduktion von 3-Methoxybutanal mit Wasserstoff gewonnen werden.

## Eigenschaften
3-Methoxybutan-1-ol ist eine brennbare, schwer entzündbare, farb- und geruchlose Flüssigkeit, die mischbar mit Wasser ist.

## Verwendung
3-Methoxybutan-1-ol wird vorwiegend als Lösungsmittel für Lacke, Arzneistoffe und Kosmetika verwendet.
In der Forschung wurde es bei der Synthese von Kalium-3-methoxy-1-butylxanthat (einem Zwischenprodukt bei der Herstellung von Xanthat-Komplexen), als Modellverbindung für die Untersuchung der Dehydratisierung von Alkoholen mit Cerdioxid als Katalysator und als Zwischenprodukt für die Synthese von Farbstoffen auf Perylendiimidbasis verwendet.

## Sicherheitshinweise
Die Dämpfe von 3-Methoxybutan-1-ol können mit Luft ein explosionsfähiges Gemisch (Flammpunkt 74 °C, Zündtemperatur 335 °C) bilden.